# Illud Divinum Insanus
Illud Divinum Insanus è l'ottavo album della band Morbid Angel, pubblicato nel 2011. Questo è il primo album che vede l'assenza dello storico batterista Pete Sandoval (ai box per problemi alla schiena e sostituito da Tim Yeung, famoso per la militanza in gruppi come Hate Eternal, Vital Remains e Divine Heresy) e la partecipazione del chitarrista norvegese Destructhor (Zyklon, Myrkskog). Questo album segna anche il ritorno in studio con i Morbid Angel di David Vincent, la cui ultima partecipazione risale al 1995 (anno di uscita di Domination). L'album, accolto in maniera piuttosto fredda dalla critica, è ricco di influenze diverse rispetto a quelle sempre ostentate dal gruppo nel corso della sua carriera, in quanto ricco di citazioni industrial metal, dovute anche alla militanza del leader David Vincent all'interno della band industrial della moglie Gen.

## Tracce
1. Omni Potens – 2:28
2. Too Extreme! – 6:13
3. Existo Vulgoré – 3:59
4. Blades for Baal – 4:52
5. I Am Morbid – 5:16
6. 10 More Dead – 4:51
7. Destructos vs. the Earth/Attack – 7:15
8. Nevermore – 5:07
9. Beauty Meets Beast – 4:56
10. Radikult – 7:37
11. Profundis - Mea Culpa – 4:05

## Formazione
- David Vincent - basso e voce
- Trey Azagthoth - chitarra
- Destructhor - chitarra
- Tim Yeung - batteria